# 나는 일반인이다
《나는 일반인이다》는 대한민국의 팟캐스트다. 일반인들을 매회 패널로 해서 출연진들과 여러 대화를 나누는 방송이다. 대학생들이 자발적으로 운영하다고 알려져 있어 더욱 흥미를 끌고 있다. 현재 아이튠즈 팟캐스트 코미디 분야에서 1위에 올라가 있다.

## 보도
- 2011. 12. 14 KBS 뉴스에 나는 일반인이다’ 소개 방영
- 2012. 3. 5 경향신문에 기사 '팟캐스트 나는 일반인이다 ' 제작현장 들여다보기” http://news.khan.co.kr/kh_news/khan_art_view.html?artid=201203051130192&code=900312
- 2012. 3. 15 TBS 트렌드 나우에서 인터뷰 방영
- 2012. 4. 27 KBS 미디어비평에 보도 "‘팟 캐스트’ 시대, 그 빛과 그림자" https://web.archive.org/web/20120705051651/http://news.kbs.co.kr/tvnews/mediacritic/2012/04/2468763.html
- 2012. 5. 22 머니투데이 "일반 젊은이들의 팟캐스트 ' 나일반' 인기 쏠쏠’"  http://news.mt.co.kr/mtview.php?no=2012052115273880328